# DIGITAL MORNING DRIVE
DIGITAL MORNING DRIVE（デジタル・モーニング・ドライヴ）はCROSS FMで放送されたラジオ番組。愛称はDMD（後述）。放送期間は1997年3月31日から2004年4月2日。北九州本社第1スタジオから生放送された。

## 概要
- 1997年の番組改編によりスタート、以来7年間に亘る長寿番組であった。放送回数は1823回を数えた。
- 当初は2時間番組としてスタートしたが、翌年3時間番組に拡大。この番組の知名度が上がるとともに、ナビゲーターのTOGGYも一躍福岡県の人気タレントになった。
- この番組の名物は、ナビゲーターがリスナーに目覚ましがわりに電話をする「ウェイクアップコール」。ナビゲーターのTOGGYが「上からどうぞ」と言って電話に出た女性のスリーサイズを聞くというスタイルが多くのリスナーの支持を受け、数多くの女性リスナーが登場した。（もちろん快く思わないリスナーもいた。）番組審議会からは番組の進行、テンポの良さではお墨付きをもらったものの、このコーナーに対して「朝の番組にはふさわしくない」「女性のスリーサイズを聞くのはいかがなものか」とクレームがつけられることもしばしばあった。
- 番組の愛称は番組名の頭文字をとって「DMD」。2000年3月頃から始まったEメール受付でも、アカウントは「DMD」が使用された。（以下、番組のことを説明する際も「DMD」と略す）
- 2000年4月～2000年9月の間の金曜日は10時間番組「CROSS GO!GO! FRID@Y 」に「PART 1 DMD WEEKEND CHANNEL FEATURNIG TOGGY」として組み込まれた。番組は通常とほぼ同内容だったが、「CROSS GO! GO! FRID@Y」のジングルも流れたり、メールアドレスもこの番組とDMDの2つで受け付けたりした。
- 番組の最後の1年間となった2003年4月～2004年4月の1年間は「CROSS MORNING SHOW GOOD MORNING DMD」のタイトルで5時間番組として放送された。
- 2006年11月3日、福岡在局の民放ラジオ4局合同企画、制作された「天神ラジオパラダイス ラジオ黄金時代」に合わせ、1日限りの復活放送を7:00～12:00で行った。この日の放送は北九州本社第1スタジオからではなく、福岡市の天神きらめき通りスタジオから生放送された。

## ナビゲーター
- TOGGY

### TOGGY休暇時にピンチヒッターを務めたナビゲーター
- 永松ケンシ
- 立山律子
- YUYA
- MASAKI
- 鈴木麻由
- 吉村昌広
- 八木徹
- ルーシー

## 放送時間
1997年3月～1998年3月
毎週月曜日～金曜日 7:00～9:00
1998年4月～2000年3月
毎週月曜日～金曜日 7:00～10:00
2000年4月～2000年9月
毎週月曜日～木曜日 7:00～10:00
この時期の金曜日は「CROSS GO!GO! FRID@Y PART 1 DMD WEEKEND CHANNEL FEATURNIG TOGGY」のタイトルで放送された。タイムテーブル上では別番組扱いであった。
2000年10月～2003年3月
毎週月曜日～金曜日 7:00～10:00
2003年4月～2004年4月
毎週月曜日～金曜日 7:00～12:00
「CROSS MORNING SHOW GOOD MORNING DMD」のタイトルで放送された。

## 主なコーナー
- ウェイクアップコール （7時代を中心に放送）

前述のとおり、リスナーに電話をして話をするコーナー。2年目以降は、テーマ別にリスナーに出てもらい、そのテーマに沿った話をしてもらう「リミテッド・エディション」や、「フレンチ版ウェイクアップコール」などヴァリエーションも増えた。
- DMDニュース （2年目までは7:05頃、3年目以降はオープニングの中で）

毎朝届いているニュースから3本のヘッドラインを紹介、最後は前日の円相場（ニューヨーク外国為替市場が休みの場合はロンドン外国為替市場の円相場）を紹介した。祝日の放送のときはこのコーナーを放送しないときもあった。
- DMDスポーツ （7:20頃）

前日に行われたスポーツの結果を紹介。番組では特に福岡ダイエーホークス（現・福岡ソフトバンクホークス）と直方市出身の力士魁皇を重点的に放送した。
- TIME FOR ACTION （7:25-7:40）

2001年7月にスタートしたクロスクラブカードの提供コーナー。提供クレジットはTOGGYが紹介。まず「ウェイクアップコール」で始まり、CMをはさんでリスナーからのメッセージを紹介、最後は今日は何の記念日かを紹介した。
- OH! HAWKS TOWN (7:45-8:00)

ホークスタウンの提供コーナー。提供クレジットの紹介はなかった。月曜日〜木曜日は福岡ダイエーホークス（現・福岡ソフトバンクホークスの情報を紹介し、Jポップソングを紹介、金曜日はホークスタウンの広報担当者がホークスタウン情報を電話で紹介した。
- DMDチェック（不定期）

毎日届くトピックスを紹介。
- DMDポジティヴホロスコープ（8:00頃）

その日の星占いを、運勢のいい星座から順に紹介した。コーナーの合い言葉は「ポジティヴ、ポジティヴ」。必ずコーナーの最初と最後に「ポジティヴ、ポジティヴ」という女性数人の声が流れた。
- DMDエンターテイメント（8:15頃）

スポーツ新聞や週刊誌の芸能欄などから情報を紹介。当初はナビゲーターが1人で紹介していたが、後半期は「芸能通のアララギケンタロウ」なる人物（実は番組のAD）が登場し、一緒に情報を紹介した。
- ディープ・サイコロジー（8:20頃）

毎日1問、4択の心理テストを放送した。当初はノンスポンサーだったが、後半期は井筒屋が提供。クレジットはTOGGYが英語で読み上げていたものがジングル化された。
- TOGGY'Sバースデーコール（当初8:00頃、DMDポジティヴホロスコープ開始以降は8:30頃）

リスナー同士もしくは家族の誕生日情報を募り、ナビゲーターが紹介した。最後は「みなさんまとめて、お誕生日おめでとう！」の声に合わせ、「HAPPY BIRTHDAY TO YOU」というジングルが流れた。
- ダッシュモーニング電リク (9:45〜9:55)

略して「DMD」。1998年4月〜1999年3月頃放送。エンディングナンバーのリクエストをリスナーから電話で受け付けた。
- レトロ・フューチャー・アワー (9:00〜9:40)

1999年4月〜2000年3月頃放送。古き良き曲を紹介した。
- ものまねマンデー（月 9:00〜10:00）

2000年4月〜2002年3月頃放送。ウエイクアップ・コール・リミテッドエディションで企画された、リスナーが電話で物真似を披露したものが好評であり、その後一時的な企画として何回か行われたものがコーナー化された。
- お悩みチューズデー (火 9:00〜10:00)

2000年4月〜2002年3月頃放送。なぞの人物「トギワラ鉄心」がリスナーからの悩みに電話で答えるというコーナー。コーナー司会はみのもんた口調の「トギもんた」が担当し、リスナーから悩み事を聞いた後鉄心にかわり悩み事に対して答え、終わるたびに鉄心が「解決」と言って終わる。一時的な企画として何回か行われたものが好評であったため、コーナー化された。
- レディース・サーズデー〜奥様・お嬢様 ㊙トーク (木 9:00〜10:00)

2000年10月〜2001年3月頃放送。女性リスナーからいわゆる㊙話を電話で伺うコーナー。大半の出演者の声はエコー処理された。その内容は「今日が不倫初日」だとか「夜の営みの話」など非常に過激なものが多く、過激な内容がさらに白熱してくる場合はスタッフの判断によりトークをフェイドアウトさせ、セミの鳴き声を流してトークを無理矢理終了させていた。
- 赤っ恥サーズデー (木 9:00〜10:00)

2001年4月〜2002年3月頃放送。リスナーから人前で恥をかいた話を募集、その中から3〜4人に電話で出演してもらいそのエピソードを聞いた。その話の内容によって「恥レンジャー・レッド」「恥レンジャー・ブルー」「恥レンジャー・イエロー」（主にお色気を除く下ネタ系はイエローが多かった）「恥レンジャー・ピンク」（主にお色気系はピンクが多かった）「恥レンジャー・グリーン」の称号が与えられ、記念品が贈られた。特に「恥レンジャー・レッド」に選ばれたリスナーには他よりもちょっと豪華な記念品が贈られた。
- タイムアタック・フライデー (金 9:00〜10:00→8:50〜9:05)

2002年10月から放送。元ネタは「クイズタイムショック」。1分間に10問の問題に次々に答え、間違った時点で終了。1問目は必ず「TOGGYさん」が正解となる問題が出題され、10問全問正解すると「ハワイ旅行」がプレゼントされる（事になっている）。開始当初は3〜4人のリスナーに電話で登場してもらったが、2002年4月からは15分の短縮コーナーとなり毎週1人のみの登場となった。しかしコーナー自体が非常に好評だったため、2003年3月31日からの「CROSS MORNING SHOW GOOD MORNING DMD」では「タイムアタック」に改題され毎日放送されるようになった。
- NIPPON STEEL LINE TO LINE （9:10〜9:40）

2002年4月から2年間放送。CROSS FMホームページ上に、番組専用の掲示板「TOGGY'S WEB COMMUNITY」を設置。7:10頃、その日のテーマを発表、新日鉄が提供するこの時間帯にその書き込みを紹介した。またこの30分間は「オトナの音楽」と称してボサノヴァ、ヒーリングミュージック、ジャズなどリラックス出来る音楽を紹介した。
- ムジカ DE クイズ (月 8:50〜9:05)

2002年4月から放送。「クイズで音楽」の意のとおり、音楽クイズ。答えの分かったリスナーを電話で募集し、電話で答えてもらい当たったリスナーにプレゼントを贈った。違う3曲を同時に放送してその3曲の曲名と演奏者名を答えてもらう「スリーソングクイズ」がよく放送された。「CROSS MORNING SHOW GOOD MORNING DMD」では10時台に放送された。
- 奥様はブルジョワ？ （火 8:50〜9:05）

2002年4月から放送。「ウェイクアップコール」の変形版。主婦のリスナーに電話で登場してもらい、その生活の極上さを自慢してもらう。「CROSS MORNING SHOW GOOD MORNING DMD」では10時台に放送された。

## エピソードなど
- ケイソンとのインタビューでは海辺で素潜りなどを楽しみながら収録したものを放送するなど、多趣味なTOGGYの才能を生かした面も多く見られた。
- ナガハタゼンジは1999年にリリースしたアルバム「Wonderful World」の中で「digital morning drive」という曲を発表し、TOGGYを驚かせ、喜ばせた。ナガハタはこのアルバムのリリース直前でTOGGYに「今度のアルバム、期待しててくださいね」的な発言をしていたらしい。この曲は番組内でも数回放送された。
- この番組の初代アシスタント・ディレクターを務めていた江川裕史はその後上京し、アーティストとしてデビュー、デビュー後しばらくの間この番組によくゲスト出演した。
- 番組が終了した2004年4月2日の夜、TOGGYは福岡市内でこの番組の通夜・告別式を行い、その喪主を務めた。